# KEDO

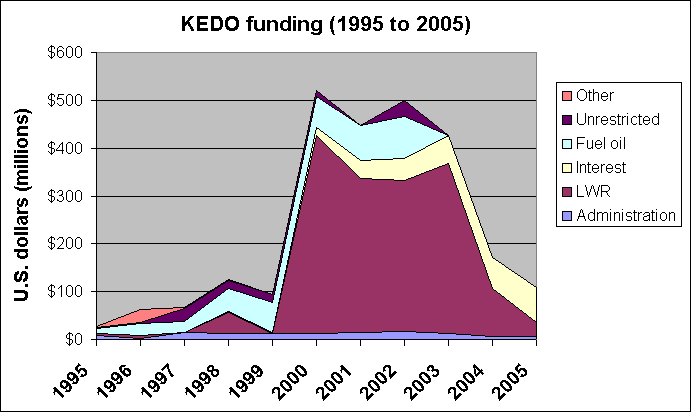
Deze grafiek toont hoeveel geld er jaarlijks werd gespendeerd aan KEDO.

KEDO staat voor Korean Peninsula Energy Development Organization. De organisatie werd gesticht op 15 maart 1995.  KEDO werd opgericht door de Verenigde Staten, Zuid-Korea en Japan. Het doel was om de Magnox kernreactoren in Noord-Korea te sluiten en die te vervangen door lichtwaterkerncentrales. Magnox-kernreactoren konden gebruikt worden om plutonium te maken voor kernwapens. Lichtwaterkerncentrales zijn hiervoor minder geschikt.
Tussen 1995 en 2006 zijn nog verschillende landen toegetreden. In 1995 voegden Australië, Canada en Nieuw-Zeeland zich toe aan de organisatie. In 1996 Indonesië, Argentinië en Chili. In 1997 de Europese Unie en Polen. In 1999 de Tsjechische Republiek. Oezbekistan was het laatste land dat zich aansloot in 2000.
De geraamde kosten waren 4,5 miljard dollar. Seoel (Zuid-Korea) ging akkoord om daarvan 2,3 miljard te betalen en voor materiaal te zorgen. Noord-Korea wilde niet dat Zuid-Koreanen de kerncentrales zouden bouwen waardoor de Verenigde Staten die taak op zich namen. Daarbovenop leverden de Verenigde Staten tijdens de bouwperiode nog 500 duizend ton stookolie aan Noord-Korea. Zo kwam Noord-Korea niet zonder energie te zitten. 
Uiteindelijk zijn de lichtwaterkerncentrales er nooit volledig gekomen. In 2005 werd beslist om het project stop te zetten. Op 9 januari 2006 riepen de landen al hun werknemers terug. Noord-Korea was hiermee niet opgezet en vroeg hiervoor om een compensatie. Deze hebben ze nooit gekregen. 